# 59-та церемонія «Греммі»
59-та церемонія нагородження премії Греммі була проведена 12 лютого 2017 року. Трансляція церемонії відбувалася американською телерадіомережею CBS в прямому ефірі зі спорткомплексу Стейплс-центр, розташованого в Лос-Анджелесі, де відзначили найкращих артистів, які мали активну й успішну діяльність протягом року (від 1 жовтня 2015 до 30 вересня 2016 року), та їхні роботи. Оголошення номінацій відбулося 6 грудня 2016 року.
Уперше вів церемонію популярний американський ведучий Джеймс Корден. Передтелевізійна церемонія (офіційна назва Прем'єра церемонії) була проведена того ж дня перед головною церемонією, ведучою якої стала комік Margaret Cho.

## Виконавці
Перелік виконавців, згідно з вебсайтом International Business Times.
| Виконавець (Виконавці)                                             | Пісня (Пісні)                                                                               |
| ------------------------------------------------------------------ | ------------------------------------------------------------------------------------------- |
| Адель                                                              | «Hello»                                                                                     |
| The Weeknd Daft Punk                                               | «Starboy» (вступ) «I Feel It Coming»                                                        |
| Kiт Урбан Керрі Андервуд                                           | «The Fighter»                                                                               |
| Ед Ширан                                                           | «Shape of You»                                                                              |
| Lukas Graham Kelsea Ballerini                                      | «7 Years» «Peter Pan»                                                                       |
| Бейонсе                                                            | «Love Drought» «Sandcastles»                                                                |
| Бруно Марс                                                         | «That's What I Like»                                                                        |
| Little Big Town                                                    | «Teenage Dream» (intro)                                                                     |
| Кеті Перрі Skip Marley                                             | «Chained to the Rhythm»                                                                     |
| William Bell Gary Clark Jr.                                        | «Born Under a Bad Sign»                                                                     |
| Maren Morris Аліша Кіз                                             | «Once»                                                                                      |
| Адель                                                              | В пам'ять про Джорджа Майкла «Fastlove»                                                     |
| Metallica Lady Gaga                                                | «Moth into Flame»                                                                           |
| Sturgill Simpson The Dap-Kings                                     | «All Around You»                                                                            |
| Демі Ловато Andra Day Торі Келлі Little Big Town                   | В пам'ять про гурт Bee Gees «Stayin' Alive» «Tragedy» «How Deep Is Your Love» «Night Fever» |
| A Tribe Called Quest Anderson Paak Busta Rhymes Consequence        | «Award Tour» «Movin Backwards» «We the People….»                                            |
| The Time Бруно Марс                                                | В пам'ять про Прінса «Jungle Love» «The Bird» «Let's Go Crazy»                              |
| Pentatonix                                                         | В пам'ять про Майкла Джексона «ABC»                                                         |
| Chance the Rapper Kirk Franklin Francis and the Lights Tamela Mann | «How Great» «All We Got»                                                                    |
| John Legend Cynthia Erivo                                          | В пам'ять про музикантів, які пішли з життя минулого року «God Only Knows»                  |

## Діячі, які оголошували номінації
Джерело: Grammy.com
- Дженніфер Лопес — оголошувала номінацію Найкращий новий виконавець
- Періс Джексон — представляла The Weeknd та Daft Punk
- Джон Траволта — представляв Кіт Урбан та Керрі Андервуд
- Нік Джонас — оголошував номінацію Найкращий поп-дует/колектив
- Кетрін МакФі та The Chainsmokers — оголошували номінацію Найкраща рок-пісня
- Райан Сікрест — представляв Лукаса Грехема та Келсі Баллеріні
- Тіна Ноулз — представляла Бейонсе
- Каміла Кабелло та Томас Рет — оголошували номінацію Найкраще кантрі соло-виконання
- Little Big Town — представляли Кеті Перрі та Скіп Марлі
- Вільям Белл та Гері Кларк-молодший — оголошували номінацію Найкращий сучасний урбан-альбом
- Джина Родрігез — представляла Марена Морріса та Алішу Кіз
- Тараджі Генсон — оголошувала номінацію Найкращий реп-альбом
- Лаверна Кокс — представляла гурт Metallica та Леді Гагу
- Дуайт Йокам — представляв Стерджіла Сімпсона
- DNCE — представляли Демі Ловато, Торі Келлі, Little Big Town та Ендру Дей
- Селін Діон — оголошувала номінацію Пісня року
- Солендж Ноулз — представляла A Tribe Called Quest та Андерсона Пака
- Голзі та Джейсон Деруло — представляли Chance the Rapper та Кірка Франкліна
- Тім Макґро та Фейт Гіл — оголошували номінацію Запис року та Альбом року

### Прем'єра церемонії
У порядку появи:
- Lauren Daigle та For King & Country
- René Marie
- Sarah Jarosz
- Брендон Урі
- Mýa
- Jimmy Jam

## Номінації
Матеріал з вебсайту Греммі.

### Загальні
Найкращий запис року
- «Hello» — Адель
  - Greg Kurstin, продюсер; Julian Burg, Tom Elmhirst, Emile Haynie, Greg Kurstin, Liam Nolan, Alex Pasco & Joe Visciano, звукорежисери; Tom Coyne & Randy Merrill, звукорежисери мастерингу
- «Formation» — Beyoncé
  - Beyoncé Knowles, Mike Will Made-It & Pluss, продюсери; Jaycen Joshua & Stuart White, звукорежисери; Dave Kutch, звукорежисер мастерингу
- «7 Years» — Lukas Graham
  - Future Animals & Pilo, продюсери; Delbert Bowers, Sebastian Fogh, Stefan Forrest & David LaBrel, звукорежисери; Tom Coyne, звукорежисер мастерингу
- «Work» — Ріанна featuring Дрейк
  - Boi-1da, продюсер; Noel «Gadget» Campbell, Kuk Harrell, Manny Marroquin, Noah «40» Shebib & Marcos Tovar, звукорежисери; Chris Gehringer, звукорежисер мастерингу
- «Stressed Out» — Twenty One Pilots
  - Mike Elizondo & Тайлер Джозеф, продюсери; Neal Avron & Adam Hawkins, звукорежисери; Chris Gehringer, звукорежисер мастерингу

Альбом року
- 25 — Адель [./59th_Annual_Grammy_Awards#cite_note-14 [Note 1]][Note 1]
  - Danger Mouse, Samuel Dixon, Paul Epworth, Greg Kurstin, Макс Мартін, Ariel Rechtshaid, Shellback, The Smeezingtons & Раян Теддер, продюсери; Julian Burg, Austen Jux Chandler, Cameron Craig, Samuel Dixon, Tom Elmhirst, Declan Gaffney, Serban Ghenea, John Hanes, Emile Haynie, Jan Holzner, Michael Ilbert, Chris Kasych, Greg Kurstin, Charles Moniz, Liam Nolan, Alex Pasco, Mike Piersante, Ariel Rechtshaid, Rich Rich, Dave Schiffman, Joe Visciano & Matt Wiggins, звукорежисери; Tom Coyne & Randy Merrill, звукорежисери мастерингу
- Lemonade — Бейонсе
  - Джеймс Блейк, Кендрік Ламар, The Weeknd & Джек Вайт, співартисти; Vincent Berry II, Ben Billions, James Blake, BOOTS, Jonny Coffer, Dannyboystyles, Michael Dean, Alex Delicata, Diplo, Derek Dixie, Kevin Garrett, Diana Gordon, HazeBanga, Hit-Boy, Just Blaze, King Henry, Beyoncé Knowles, Ezra Koenig, Jeremy McDonald, MeLo-X, Mike Will Made-It, Pluss, Jack White & Malik Yusef, продюсери; Mike Dean, Jaycen Joshua, Greg Koller, Tony Maserati, Lester Mendoza, Vance Powell, Joshua V. Smith & Stuart White, звукорежисери; Dave Kutch, звукорежисери мастерингу
- Purpose — Джастін Бібер
  - Big Sean, Diplo, Холзі, Travis Scott & Skrillex, співартисти; The Audibles, Axident, Justin Bieber, Big Taste, Benny Blanco, Blood, Jason «Poo Bear» Boyd, Scott «Scooter» Braun, Mike Dean, Diplo, Gladius, Josh Gudwin, Nico Hartikainen, Mark «The Mogul» Jackson, Steve James, Ian Kirkpatrick, Maejor, MdL, Skrillex, Jeremy Snyder & @ S O U N D Z, продюсери; Simon Cohen, Diplo, Mark «Exit» Goodchild, Josh Gudwin, Jaycen Joshua, Manny Marroquin, Chris «Tek» O'Ryan, Johannes Raassina, Gregg Rominiecki, Chris Sclafani, Skrillex, Dylan William & Andrew Wuepper, звукорежисери; Tom Coyne & Randy Merrill, звукорежисери мастерингу
- Views — Дрейк
  - dvsn, Future, Kyla, PARTYNEXTDOOR, Ріанна & Wizkid, співартисти; Brian Alexander-Morgan, Axlfoliethc, Beat Bully, Boi-1Da, Cardo, Dwayne «Supa Dups» Chin-Quee, Daxz, DJ Dahi, Frank Dukes, Maneesh, Murda Beatz, Nineteen85, Ricci Riera, Allen Ritter, Noah «40» Shebib, Southside, Sevn Thomas, Jordan Ullman, Kanye West, Wizkid & Young Exclusive, продюсери; Noel Cadastre, Noel «Gadget» Campbell, Seth Firkins, David «Prep» Bijan Huges & Noah «40» Shebib, звукорежисери; Chris Athens, звукорежисер мастерингу
- A Sailor's Guide to Earth — Sturgill Simpson
  - Sturgill Simpson, продюсер; Geoff Allan, David Ferguson & Sean Sullivan, звукорежисери; Gavin Lurssen, звукорежисер мастерингу

Пісня року
- «Hello»
  - Адель Адкінс & Greg Kurstin, композитори (Adele)
- «Formation»
  - Khalif Brown, Asheton Hogan, Бейонсе Ноулз & Michael L. Williams II, композитори (Beyoncé)
- «I Took a Pill in Ibiza»
  - Mike Posner, композитор (Mike Posner)
- «Love Yourself»
  - Джастін Бібер, Benjamin Levin & Ед Ширан, композитори (Justin Bieber)
- «7 Years»
  - Lukas Forchhammer, Stefan Forrest, Morten Pilegaard & Morten Ristorp, композитори (Lukas Graham)

Найкращий новий виконавець
- Chance the Rapper
- Kelsea Ballerini
- The Chainsmokers
- Maren Morris
- Anderson Paak

### Поп
Найкраще сольне поп-виконання
- «Hello» — Adele
- «Hold Up» — Beyoncé
- «Love Yourself» — Джастін Бібер
- «Piece by Piece» (Idol Version) — Келлі Кларксон
- «Dangerous Woman» — Аріана Ґранде

Найкращий поп-дует/колектив
- «Stressed Out» — Twenty One Pilots
- «Closer» — The Chainsmokers featuring Холзі
- «7 Years» — Lukas Graham
- «Work» — Ріанна featuring Дрейк
- «Cheap Thrills» — Sia featuring Шон Пол

Найкращий традиційний поп-вокальний альбом
- Summertime: Willie Nelson Sings Gershwin — Willie Nelson
- Cinema — Андреа Бочеллі
- Fallen Angels — Боб Ділан
- Stages Live — Джош Ґробан
- Encore: Movie Partners Sing Broadway — Барбра Стрейзанд

Найкращий поп-вокальний альбом
- 25 — Adele
- Purpose — Джастін Бібер
- Dangerous Woman — Аріана Ґранде
- Confident — Демі Ловато
- This Is Acting — Sia

### Денс/Електро
Найкращий танцювальний запис
- «Don't Let Me Down» — The Chainsmokers featuring Daya
  - The Chainsmokers, продюсери; Jordan Young, звукорежисер
- «Tearing Me Up» — Bob Moses
  - Bob Moses, продюсери; Mark «Spike» Stent, звукорежисер
- «Never Be Like You» — Flume featuring Kai
  - Harley Streten, продюсер; Eric J Dubowsky, звукорежисер
- «'Rinse & Repeat» — Riton featuring Kah-Lo
  - Riton, продюсер; Wez Clarke, звукорежисер
- «Drinkee» — Sofi Tukker
  - Sofi Tukker, продюсер; Bryan Wilson, звукорежисер

Найкращий денс/електро альбом
- Skin — Flume
- Electronica 1: The Time Machine — Жан-Мішель Жарр
- Epoch — Tycho
- Barbara Barbara, We Face a Shining Future — Underworld
- Louie Vega Starring…XXVIII — Little Louie Vega

### Сучасна інструментальна музика
Найкращий сучасний інструментальний альбом
- Culcha Vulcha — Snarky Puppy
- Human Nature — Герб Алперт
- When You Wish Upon a Star — Bill Frisell
- Way Back Home: Live from Rochester, NY — Steve Gadd Band
- Unspoken — Chuck Loeb

### Рок
Найкращий рок-виступ
- «Blackstar» — Девід Бові
- «Joe» (Live from Austin City Limits) — Alabama Shakes
- «Don't Hurt Yourself» — Бейонсе featuring Джек Вайт
- «The Sound of Silence» (Live on Conan) — Disturbed
- «Heathens» — Twenty One Pilots

Найкращий метал-виступ
- «Dystopia» — Megadeth
- «Shock Me» — Baroness
- «Silvera» — Gojira
- «Rotting in Vain» — Korn
- «The Price Is Wrong» — Periphery

Найкраща рок-пісня
- «Blackstar»
  - Девід Бові, композитор (Девід Бові)
- «Burn the Witch»
  - Radiohead, композитори (Radiohead)
- «Hardwired»
  - Джеймс Гетфілд & Ларс Ульріх, композитори (Metallica)
- «Heathens»
  - Тайлер Джозеф, композитор (Twenty One Pilots)
- «My Name Is Human»
  - Rich Meyer, Ryan Meyer & Johnny Stevens, композитори (Highly Suspect)

Найкращий рок-альбом
- Tell Me I'm Pretty — Cage the Elephant
- California — Blink-182
- Magma — Gojira
- Death of a Bachelor — Panic! at the Disco
- Weezer — Weezer

### Альтернативна музика
Найкращий альтернативний музичний альбом
- Blackstar — Девід Бові
- 22, A Million — Bon Iver
- The Hope Six Demolition Project — Пі Джей Харві
- Post Pop Depression — Іггі Поп
- A Moon Shaped Pool — Radiohead

### R&B
Найкращий R&B виступ
- «Cranes in the Sky» — Solange
- «Turnin' Me Up» — BJ the Chicago Kid
- «Permission» — Ro James
- «I Do» — Musiq Soulchild
- «Needed Me» — Ріанна

Найкращий традиційний R&B виступ
- «Angel» — Lalah Hathaway
- «The Three of Me» — William Bell
- «Woman's World» — BJ the Chicago Kid
- «Sleeping with the One I Love» — Fantasia
- «Can't Wait» — Jill Scott

Найкраща R&B пісня
- «Lake by the Ocean»
  - Hod David & Musze, композитори (Maxwell)
- «Come and See Me»
  - J. Brathwaite, Aubrey Graham & Noah Shebib, композитори (PARTYNEXTDOOR featuring Drake)
- «Exchange»
  - Michael Hernandez & Bryson Tiller, композитори (Bryson Tiller)
- «Kiss It Better»
  - Jeff Bhasker, Robyn Fenty, John-Nathan Glass & Teddy Sinclair, композитори (Rihanna)
- «Luv»
  - Magnus August Høiberg, Benjamin Levin & Daystar Peterson, композитори (Tory Lanez)

Найкращий урбан альбом
- Lemonade — Beyoncé
- Ology — Gallant
- We Are King — KING
- Malibu — Anderson .Paak
- Anti — Rihanna

Найкращий R&B Album
- Lalah Hathaway Live — Lalah Hathaway
- In My Mind — BJ the Chicago Kid
- Velvet Portraits — Terrace Martin
- Healing Season — Mint Condition
- Smoove Jones — Mýa

### Реп
Найкращий реп-виступ
- «No Problem» — Chance the Rapper featuring Lil Wayne & 2 Chainz
- «Panda» — Desiigner
- «Pop Style» — Drake featuring The Throne
- «All the Way Up» — Fat Joe & Remy Ma featuring French Montana & Infared
- «THat Part» — ScHoolboy Q featuring Kanye West

Найкраще реп/пісенне спільне виконання
- «Hotline Bling» — Drake
- «Freedom» — Beyoncé featuring Kendrick Lamar
- «Broccoli» — D.R.A.M. featuring Lil Yachty
- «Ultralight Beam» — Kanye West featuring Chance the Rapper, Kelly Price, Kirk Franklin & The-Dream
- «Famous» — Kanye West featuring Rihanna

Найкраща реп-пісня
- «Hotline Bling»
  - Aubrey Graham & Paul Jefferies, композитори (Drake)
- «All the Way Up»
  - Joseph Cartagena, Edward Davadi, Shandel Green, Karim Kharbouch, Andre Christopher Lyon, Reminisce Mackie & Marcello Valenzano, композитори (Fat Joe & Remy Ma featuring French Montana & Infared)
- «Famous»
  - Chancellor Bennett, Ross Birchard, Ernest Brown, Andrew Dawson, Kasseem Dean, Mike Dean, Noah Goldstein, Kejuan Muchita, Patrick Reynolds, Kanye West, Cydel Young & Malik Yusef, композитори (Kanye West featuring Rihanna)
- «No Problem»
  - Chancellor Bennett, Dwayne Carter, Rachel Cato, Peter Cottontale, Tauheed Epps, Jonathan Hoard, Cam O'bi, Ivan Rosenberg, Conor Szymanski, Lakeithsha Williams & Jaime Woods, композитори (Chance the Rapper featuring Lil Wayne and 2 Chainz)
- «Ultralight Beam»
  - Chancellor Bennett, Kasseem Dean, Mike Dean, Kirk Franklin, Noah Goldstein, Samuel Griesemer, Terius Nash, Jerome Potter, Kelly Price, Nico «Donnie Trumpet» Segal, Derek Watkins, Kanye West, Cydel Young & Malik Yusef, композитори (Kanye West featuring Chance The Rapper, Kelly Price, Kirk Franklin & The-Dream)

Найкращий реп-альбом
- Coloring Book — Chance the Rapper
- and the Anonymous Nobody… — De La Soul
- Major Key — DJ Khaled
- Views — Drake
- Blank Face LP — ScHoolboy Q
- The Life of Pablo — Kanye West

### Кантрі
Найкраще сольне кантрі-виконання
- «My Church» - Марен Морріс
- «Love Can Go to Hell» — Бренді Кларк
- «Vice» — Miranda Lambert
- «Church Bells» — Carrie Underwood
- «Blue Ain't Your Color» — Keith Urban

Найкраще кантрі виконання дуетом або групою
- «Jolene» — Pentatonix featuring Dolly Parton
- «Different for Girls» — Dierks Bentley featuring Elle King
- «21 Summer» — Brothers Osborne
- «Setting the World on Fire» — Kenny Chesney & P!nk
- «Think of You» — Chris Young with Cassadee Pope

Найкраща кантрі-пісня
- «Humble and Kind»
  - Lori McKenna, композитор (Тім Макгро)
- «Blue Ain't Your Color»
  - Clint Lagerberg, Hillary Lindsey & Steven Lee Olsen, композитори (Keith Urban)
- «Die a Happy Man»
  - Sean Douglas, Thomas Rhett & Joe Spargur, композитори (Thomas Rhett)
- «My Church»
  - busbee & Maren Morris, композитори (Maren Morris)
- «Vice»
  - Міранда Ламберт, Shane McAnally & Josh Osborne, композитори (Miranda Lambert)

Найкращий кантрі альбом
- A Sailor's Guide to Earth — Sturgill Simpson
- Big Day in a Small Town — Бренді Кларк
- Full Circle — Лоретта Лін
- Hero — Maren Morris
- Ripcord — Кіт Урбан

### Нью-Ейдж
Найкращий нью-ейдж альбом
- White Sun II — White Sun
- Orogen — John Burke
- Dark Sky Island — Enya
- Inner Passion — Peter Kater & Tina Guo
- Rosetta — Vangelis

### Джаз
Найкраща джазова соло-імпровізація
- «I'm So Lonesome I Could Cry» — John Scofield, соліст
- «Countdown» — Joey Alexander, соліст
- «In Movement» — Ravi Coltrane, соліст
- «We See» — Fred Hersch, соліст
- «I Concentrate on You» — Brad Mehldau, соліст

Найкращий джазовий вокальний альбом
- Take Me to the Alley — Gregory Porter
- Sound of Red — René Marie
- Upward Spiral — Branford Marsalis Quartet with special guest Kurt Elling
- Harlem on My Mind — Catherine Russell
- The Sting Variations — The Tierney Sutton Band

Найкращий джазовий інструментальний альбом
- Country for Old Men — John Scofield
- Book of Intuition — Kenny Barron Trio
- Dr. Um — Peter Erskine
- Sunday Night at the Vanguard — The Fred Hersch Trio
- Nearness — Joshua Redman & Brad Mehldau

Найкращий альбом великого джазового ансамблю
- Presidential Suite: Eight Variations on Freedom — Ted Nash Big Band
- Real Enemies — Darcy James Argue's Secret Society
- MONK'estra, Vol. 1 — John Beasley
- Kaleidoscope Eyes: Music of the Beatles — John Daversa
- All L.A. Band — Bob Mintzer

Найкращий альбом латинського джазу
- Tribute to Irakere: Live in Marciac — Chucho Valdés
- Entre Colegas — Andy González
- Madera Latino: A Latin Jazz Perspective on the Music of Woody Shaw — Brian Lynch & різні артисти
- Canto América — Michael Spiro/Wayne Wallace La Orquesta Sinfonietta
- 30 — Trio Da Paz

### Госпел/Сучасна християнська музика
Найкраще госпел-виконання/пісня
- «God Provides» — Tamela Mann
  - Kirk Franklin, композитор
- «It's Alright, It's OK» — Shirley Caesar featuring Anthony Hamilton
  - Stanley Brown & Courtney Rumble, композитори
- «You're Bigger [Live]» — Jekalyn Carr
  - Allundria Carr, композитор
- «Made a Way [Live]» — Travis Greene
  - Travis Greene, композитор
- «Better» — Hezekiah Walker
  - Jason Clayborn, Gabriel Hatcher & Hezekiah Walker, композитори

Найкраще виконання сучасної християнської музики/найкраща пісня
- «Thy Will» — Hillary Scott & The Scott Family
  - Bernie Herms, Hillary Scott & Emily Weisband, композитори
- «Trust in You» — Lauren Daigle
  - Lauren Daigle, Michael Farren & Paul Mabury, композитори
- «Priceless» — For King & Country
  - Benjamin Backus, Seth Mosley, Joel Smallbone, Luke Smallbone & Tedd Tjornhom, композитори
- «King of the World» — Natalie Grant
  - Natalie Grant, Becca Mizell & Samuel Mizell, композитори
- «Chain Breaker» — Zach Williams
  - Mia Fieldes, Jonathan Smith & Zach Williams, композитори

Найкращий госпел альбом
- Losing My Religion — Kirk Franklin
- Listen — Tim Bowman, Jr.
- Fill This House — Shirley Caesar
- A Worshipper's Heart [Live] — Todd Dulaney
- Demonstrate [Live] — William Murphy

Найкращий альбом сучасної християнської музики
- Love Remains — Hillary Scott & The Scott Family
- Poets & Saints — All Sons & Daughters
- American Prodigal — Crowder
- Be One — Natalie Grant
- Youth Revival [Live] — Hillsong Young & Free

Найкращий альбом народнохристиянської музики
- Hymns That Are Important to Us — Joey + Rory
- Better Together — Gaither Vocal Band
- Nature's Symphony in 432 — The Isaacs
- Hymns and Songs of Inspiration — Gordon Mote
- God Don't Never Change: The Songs of Blind Willie Johnson — (Various Artists); Jeffrey Gaskill, producer

### Латиноамериканська музика
Найкращий латиноамериканський поп-альбом
- Un Besito Más — Jesse & Joy
- Ilusión — Gaby Moreno
- Similares — Laura Pausini
- Seguir Latiendo — Sanalejo
- Buena Vida — Diego Torres

Найкращий латиноамериканський рок-, урбан- або альтернативний альбом
- iLevitable — ile
- L.H.O.N. (La Humanidad o Nosotros) — Illya Kuryaki & The Valderamas
- Buenaventura — La Santa Cecilia
- Los Rakas — Los Rakas
- Amor Supremo — Carla Morrison

Найкращий альбом регіональної мексиканської музики (включаючи техано)
- Un Azteca en el Azteca, Vol. 1 (En Vivo) — Vicente Fernández
- Raíces — Banda El Recodo de Cruz Lizárraga
- Hecho a Mano — Joss Favela
- Generación Maquinaria Est. 2006 — La Maquinaria Norteña
- Tributo a Joan Sebastian y Rigoberto Alfaro — Mariachi Divas de Cindy Shea

Найкращий латиноамериканський альбом тропічної музики
- Donde Están? — Jose Lugo & Guasábara Combo
- Conexión — Fonseca
- La Fantasia Homenaje a Juan Formell — Formell y Los Van Van
- 35 Aniversario — Grupo Niche
- La Sonora Santanera en Su 60 Aniversario — Sonora Santanera

### Американський фольк
Найкраще виконання американської корінної музики
- «House of Mercy» — Sarah Jarosz
- «Ain't No Man» — The Avett Brothers
- «Mother's Children Have a Hard Time» — The Blind Boys of Alabama
- «Factory Girl» — Rhiannon Giddens
- «Wreck You» — Lori McKenna

Найкраща американська корінна пісня
- «Kid Sister»
  - Vince Gill, композитор (The Time Jumpers)
- «Alabama at Night»
  - Robbie Fulks, композитор (Robbie Fulks)
- «City Lights»
  - Jack White, композитор (Jack White/The White Stripes)
- «Gulfstream»
  - Eric Adcock & Roddie Romero, композитори (Roddie Romero and the Hub City All-Stars)
- «Wreck You»
  - Lori McKenna & Felix McTeigue, композитори (Lori McKenna)

Найкращий американо альбом
- This Is Where I Live — William Bell
- True Sadness — The Avett Brothers
- The Cedar Creek Sessions — Kris Kristofferson
- The Bird and the Rifle — Lori McKenna
- Kid Sister — The Time Jumpers

Найкращий блюграс альбом
- Coming Home — O'Connor Band with Mark O'Connor
- Original Traditional — Blue Highway
- Burden Bearer — Doyle Lawson & Quicksilver
- The Hazel and Alice Sessions — Laurie Lewis & The Right Hands
- North by South — Claire Lynch

Найкращий альбом традиційного блюзу
- Porcupine Meat — Bobby Rush
- Can't Shake the Feeling — Lurrie Bell
- Live at the Greek Theatre — Joe Bonamassa
- Blues & Ballads (A Folksinger's Songbook: Volumes I & II) — Luther Dickinson
- The Soul of Jimmie Rodgers — Vasti Jackson

Найкращий сучасний блюзовий альбом
- The Last Days of Oakland — Fantastic Negrito
- Love Wins Again — Janiva Magness
- Bloodline — Kenny Neal
- Give It Back to You — The Record Company
- Everybody Wants a Piece — Joe Louis Walker

Найкращий фольк альбом
- Undercurrent — Sarah Jarosz
- Silver Skies Blue — Judy Collins & Ari Hest
- Upland Stories — Robbie Fulks
- Factory Girl — Rhiannon Giddens
- Weighted Mind — Sierra Hull

Найкращий альбом регіональної музики
- E Walea — Kalani Pe'a
- Broken Promised Land — Barry Jean Ancelet & Sam Broussard
- It's a Cree Thing — Northern Cree
- Gulfstream — Roddie Romero and the Hub City All-Stars
- I Wanna Sing Right: Rediscovering Lomax in the Evangeline Country — (Various Artists); Joshua Caffery & Joel Savoy, продюсери

### Регі
Найкращий регі альбом
- Ziggy Marley — Ziggy Marley
- Sly & Robbie Presents… Reggae For Her — Devin Di Dakta & J.L
- Rose Petals — J Boog
- Everlasting — Raging Fyah
- Falling Into Place — Rebelution
- SOJA: Live in Virginia — SOJA

### Світова музика
Найкращий світовий музичний альбом
- Sing Me Home — Yo-Yo Ma & The Silk Road Ensemble
- Destiny — Celtic Woman
- Walking in the Footsteps of Our Fathers — Ladysmith Black Mambazo
- Land of Gold — Anoushka Shankar
- Dois Amigos, Um Século de Música: Multishow Live — Caetano Veloso & Gilberto Gil

### Дитяча музика
Найкращий дитячий альбом
- Infinity Plus One — Secret Agent 23 Skidoo
- Explorer of the World — Frances England
- Novelties — Recess Monkey
- Press Play — Brady Rymer And The Little Band That Could
- Saddle Up — The Okee Dokee Brothers

### Розмовний жанр
Найкращий розмовний альбом (включаючи поезію, аудіокниги та розповідання)
- In Such Good Company: Eleven Years of Laughter, Mayhem, and Fun in the Sandbox — Carol Burnett
- The Girl with the Lower Back Tattoo — Amy Schumer
- M Train — Patti Smith
- Under the Big Black Sun: A Personal History of L.A.Punk (John Doe with Tom DeSavia) — (Various Artists)
- Unfaithful Music & Disappearing Ink — Elvis Costello

### Комедія
Найкращий комедійний альбом
- Talking for Clapping — Patton Oswalt
- …America…Great… — David Cross
- American Myth — Margaret Cho
- Boyish Girl Interrupted — Tig Notaro
- Live at the Apollo — Amy Schumer

### Музичний театр
Найкращий музично-театральний альбом
- The Color Purple — Danielle Brooks, Cynthia Erivo & Jennifer Hudson, principal soloists; Stephen Bray, Van Dean, Frank Filipetti, Roy Furman, Joan Raffe, Scott Sanders & Jhett Tolentino, producers; (Stephen Bray, Brenda Russell & Allee Willis, composers/lyricists) (New Broadway Cast)
- Bright Star — Carmen Cusack, основний соліст; Jay Alix, Peter Asher & Una Jackman, продюсери; Steve Martin, композитор; Edie Brickell, композитор & автор слів (Original Broadway Cast)
- Fiddler on the Roof — Danny Burstein, основний соліст; Louise Gund, David Lai & Ted Sperling, продюсери; (Jerry Bock, композитор; Sheldon Harnick, автор слів) (2016 Broadway Cast)
- Kinky Boots — Killian Donnelly & Matt Henry, основні солісти; Sammy James, Jr., Cyndi Lauper, Stephen Oremus & William Wittman, продюсери; (Cyndi Lauper, композитор & автор слів) (Original West End Cast)
- Waitress — Jessie Mueller, основний соліст; Neal Avron, Sara Bareilles & Nadia DiGiallonardo, продюсери; Sara Bareilles, композитор & автор слів (Original Broadway Cast)

### Музика для Кіно/ТБ/Медіа
Найкращий саундтрек до Кіно/ТБ/Медіа
- Miles Ahead — (Miles Davis & інші)
  - Steve Berkowitz, Don Cheadle & Robert Glasper, упорядники збірки
- Amy — (Various Artists)
  - Salaam Remi & Mark Ronson, упорядники збірки
- Straight Outta Compton — (Various Artists)
  - O'Shea Jackson & Andre Young, упорядники збірки
- Suicide Squad (Collector's Edition) — (Various Artists)
  - Mike Caren, Darren Higman & Kevin Weaver, упорядники збірки
- Vinyl: The Essentials Season 1 — (Various Artists)
  - Stewart Lerman, Randall Poster & Kevin Weaver, упорядники збірки

Найкраща партитура саундтреку для Кіно/ТБ/Медіа
- Star Wars: The Force Awakens — John Williams, композитор
- Bridge of Spies — Thomas Newman, композитор
- Quentin Tarantino's The Hateful Eight — Ennio Morricone, композитор
- The Revenant — Alva Noto & Ryuichi Sakamoto, композитори
- Stranger Things Volume 1 — Kyle Dixon & Michael Stein, композитори
- Stranger Things Volume 2 — Kyle Dixon & Michael Stein, композитори

Найкраща пісня, написана для Кіно/ТБ/Медіа
- «Can't Stop the Feeling!» — Макс Мартін,Shellback & Джастін Тімберлейк, композитори (у виконанні Джастіна Тімберлейка, Анна Кендрік, Гвен Стефані, James Corden, Зоуї Дешанел, Walt Dohrn, Ron Funches, Caroline Hjelt, Айно Яво, Christopher Mintz-Plasse & Кунал Найар)
- «Heathens» — Тайлер Джозеф, композитор (у виконанні Twenty One Pilots)
- «Just Like Fire» — Oscar Holter, Макс Мартін, P!nk & Shellback, композитори (у виконанні P!nk)
- «Purple Lamborghini» — Shamann Cooke, Сонні Мур & William Roberts, композитори (у виконанні Skrillex & Rick Ross)
- «Try Everything» — Mikkel S. Eriksen, Sia Furler & Tor Erik Hermansen, композитори (у виконанні Shakira)
- «The Veil» — Пітер Гебріел, композитор (у виконанні Пітера Гебріела)

### Композиторство
Найкраща інструментальна композиція
- «Spoken at Midnight»
  - Ted Nash, композитор (Ted Nash Big Band)
- «Bridge of Spies (End Title)»
  - Thomas Newman, композитор (Thomas Newman)
- «The Expensive Train Set (An Epic Sarahnade for Big Band)»
  - Tim Davies, композитор (Tim Davies Big Band)
- «Flow»
  - Alan Ferber, композитор (Alan Ferber Nonet)
- «L'Ultima Diligenza Di Red Rock — Verisione Integrale»
  - Ennio Morricone, композитор (Ennio Morricone)

### Аранжування
Найкраще аранжування, інструментальне або а капелла
- You and I
  - Jacob Collier, аранжувальник (Jacob Collier)
- Ask Me Now
  - John Beasley, аранжувальник (John Beasley)
- Good 'Swing' Wenceslas
  - Sammy Nestico, аранжувальник (The Count Basie Orchestra)
- Linus & Lucy
  - Christian Jacob, аранжувальник (The Phil Norman Tentet)
- Lucy in the Sky with Diamonds
  - John Daversa, аранжувальник (John Daversa)
- We Three Kings
  - Ted Nash, аранжувальник (Jazz At Lincoln Center Orchestra With Wynton Marsalis)

Найкраще аранжування інструментів та вокалу
- Flintstones
  - Jacob Collier, аранжувальник (Jacob Collier)
- Do You Hear What I Hear?
  - Gordon Goodwin, аранжувальник (Gordon Goodwin's Big Phat Band Featuring Take 6)
- Do You Want to Know a Secret
  - John Daversa, аранжувальник (John Daversa Featuring Renee Olstead)
- The Music
  - Alan Broadbent, аранжувальник (Kristin Chenoweth)
- Somewhere (Dirty Blvd) (Extended Version)
  - Billy Childs & Larry Klein, аранжувальники (Lang Lang Featuring Lisa Fischer & Jeffrey Wright)

### Обкладинка
Найкраща обкладинка аудіозапису
- Blackstar
  - Jonathan Barnbrook, художник (David Bowie)
- Anti (Deluxe Edition)
  - Ciarra Pardo & Robyn Fenty, художники (Rihanna)
- Human Performance
  - Andrew Savage, художник (Parquet Courts)
- Sunset Motel
  - Sarah Dodds & Shauna Dodds, художники  (Reckless Kelly)
- 22, A Million
  - Eric Timothy Carlson, художник (Bon Iver)

Найкраща упаковка коробки або спеціальної обмеженої версії
- Edith Piaf 1915—2015
  - Gérard Lo Monaco, художник (Edith Piaf)
- 401 Days
  - Jonathan Dagan & Mathias Høst Normark, художники (J.Views)
- I Like It When You Sleep, For You Are So Beautiful Yet So Unaware Of It
  - Samuel Burgess-Johnson & Matthew Healy, художники  (The 1975)
- Paper Wheels (Deluxe Limited Edition)
  - Matt Taylor, художник (Trey Anastasio)
- Tug of War (Deluxe Edition)
  - Simon Earith & James Musgrave, художники (Paul McCartney)

### Ноти
Найкраща нотна збірка
- Sissle and Blake Sing Shuffle Along
  - Ken Bloom & Richard Carlin, творці нотної збірки (Eubie Blake & Noble Sissle)
- The Complete Monument & Columbia Albums Collection
  - Mikal Gilmore, творець нотної збірки (Kris Kristofferson)
- The Knoxville Sessions, 1929—1930: Knox County Stomp
  - Ted Olson & Tony Russell, творці нотної збірки (Various Artists)
- Ork Records: New York, New York
  - Rob Sevier & Ken Shipley, творці нотної збірки (Various Artists)
- Waxing The Gospel: Mass Evangelism & The Phonograph, 1890—1990
  - Richard Martin, творець нотної збірки (Various Artists)

### Історичний жанр
Найкращий історичний альбом
- The Cutting Edge 1965—1966: The Bootleg Series, Vol. 12 (колекційне видання)
  - Steve Berkowitz & Jeff Rosen, творці збірки; Mark Wilder, звукорежисер мастерингу (Bob Dylan)
- Music of Morocco from the Library of Congress: Recorded By Paul Bowles, 1959
  - April G. Ledbetter, Steven Lance Ledbetter, Bill Nowlin & Philip D. Schuyler, творці збірки; Rick Fisher & Michael Graves, звукорежисери мастерингу (Various Artists)
- Ork Records: New York, New York
  - Rob Sevier & Ken Shipley, творці збірки; Jeff Lipton & Maria Rice, звукорежисери мастерингу (Various Artists)
- Vladimir Horowitz: The Unreleased Live Recordings 1966—1983
  - Bernard Horowitz, Andreas K. Meyer & Robert Russ, творці збірки; Andreas K. Meyer & Jeanne Montalvo, звукорежисери мастерингу (Vladimir Horowitz)
- Waxing The Gospel: Mass Evangelism & the Phonograph, 1890—1990
  - Michael Devecka, Meagan Hennessey & Richard Martin, творці збірки; Michael Devecka, David Giovannoni, Michael Khanchalian & Richard Martin, звукорежисери мастерингу (Various Artists)

### Зведення
Найкращий зведений альбом, сучасний
- Blackstar
  - David Bowie, Tom Elmhirst, Kevin Killen & Tony Visconti, звукорежисери; Joe LaPorta, звукорежисер мастерингу (David Bowie)
- Are You Serious
  - Tchad Blake & David Boucher, звукорежисери; Bob Ludwig, mastering engineer (Andrew Bird)
- Dig In Deep
  - Ryan Freeland, звукорежисер; Kim Rosen, звукорежисер мастерингу (Bonnie Raitt)
- Hit N Run Phase Two
  - Booker T., Dylan Dresdow, Chris James, Prince & Justin Stanley, звукорежисери; Dylan Dresdow, звукорежисер мастерингу(Prince)
- Undercurrent
  - Shani Gandhi & Gary Paczosa, звукорежисери; Paul Blakemore, звукорежисер мастерингу (Sarah Jarosz)

Найкращий зведений альбом, класичний
- The Ghosts of Versailles
  - Mark Donahue, Fred Vogler & David L Williams, звукорежисери (James Conlon, Guanqun Yu, Joshua Guerrero, Patricia Racette, Christopher Maltman, Lucy Schaufer, Lucas Meachem, LA Opera Chorus & Orchestra)
- Dutilleux: Sur La Mêe Accord; Les Citations; Mystère De L'Instant & Timbres, Espace, Mouvement
  - Alexander Lipay & Dmitriy Lipay, звукорежисери (Ludovic Morlot & Seattle Symphony)
- Reflections
  - Morten Lindberg, звукорежисери (Øyvind Gimse, Geir Inge Lotsberg & Trondheimsolistene)
- Shadow of Sirius
  - Silas Brown & David Frost, звукорежисери; Silas Brown
- Under Stalin's Shadow — Symphonies Nos. 5, 8 & 9
  - Shawn Murphy & Nick Squire, звукорежисери; Tim Martyn, звукорежисер мастерингу (Andris Nelsons & Boston Symphony Orchestra)

### Продюсер
Продюсер року, сучасна музика
- Greg Kurstin
  - «Cheap Thrills» (Sia featuring Sean Paul)
  - «Hello» (Adele)
  - Love You to Death (Tegan and Sara)
  - «Million Years Ago» (Adele)
  - «Something in the Way You Move» (Ellie Goulding)
  - «Water Under the Bridge» (Adele)
- Benny Blanco
  - «Cold Water» (Major Lazer featuring Justin Bieber & MØ)
  - «Friends» (Francis and the Lights featuring Bon Iver)
  - «Kill Em with Kindness» (Selena Gomez)
  - «Love Yourself» (Justin Bieber)
  - «Luv» (Tory Lanez)
  - «Wild Love» (Cashmere Cat featuring The Weeknd & Francis and the Lights)
- Max Martin
  - «Can't Stop the Feeling!» (Justin Timberlake)
  - «Dangerous Woman» (Ariana Grande)
  - «Into You» (Ariana Grande)
  - «Just Like Fire» (P!nk)
  - «Rise» (Katy Perry)
  - «Send My Love (To Your New Lover)» (Adele)
  - «Side to Side» (Ariana Grande featuring Nicki Minaj)
- Nineteen85
  - «For Free» (DJ Khaled featuring Drake)
  - «Hotline Bling» (Drake)
  - «Not Nice» (PartyNextDoor)
  - «One Dance» (Drake featuring Wizkid & Kyla)
  - «Rising Water» (James Vincent McMorrow)
  - Sept. 5th (dvsn)
  - «Too Good» (Drake featuring Rihanna)
  - We Move (James Vincent McMorrow)
- Ricky Reed
  - «Better» (Meghan Trainor featuring Yo Gotti)
  - «Cruel World» (Phantogram)
  - «Girls Talk Boys» (5 Seconds of Summer)
  - «HandClap» (Fitz and The Tantrums)
  - «Me Too» (Meghan Trainor)
  - «No» (Meghan Trainor)
  - «Sober» (DJ Snake featuring JRY)
  - «You Don't Get Me High Anymore» (Phantogram)

Продюсер року, класична музика
- David Frost
  - Bach: The Cello Suites According To Anna Magdalena (Matt Haimovitz)
  - Bates: Anthology Of Fantastic Zoology (Riccardo Muti & Chicago Symphony Orchestra)
  - Beethoven: Piano Sonatas, Vol. 5 (Jonathan Biss)
  - Brahms & Dvořák: Serenades (Boston Symphony Chamber Players)
  - Fitelberg: Chamber Works (ARC Ensemble)
  - Ispirare (Melia Watras)
  - Overtures To Bach (Matt Haimovitz)
  - Schoenberg: Kol Nidre; Shostakovich: Suite On Verses Of Michelangelo Buonarroti (Ildar Abdrazakov, Alberto Mizrahi, Riccardo Muti, Duain Wolfe, Chicago Symphony Orchestra & Chorus)
  - Shadow Of Sirius (Jerry F. Junkin & The University Of Texas Wind Ensemble)
- Blanton Alspaugh
  - The Aeolian Organ At Duke University Chapel (Christopher Jacobson)
  - Bolcom: Canciones De Lorca & Prometheus (René Barbera, Jeffrey Biegel, Carl St. Clair, Pacific Chorale & Pacific Symphony)
  - Brahms: The Four Symphonies (Leonard Slatkin & Detroit Symphony Orchestra)
  - Copland: Appalachian Spring Complete Ballet; Hear Ye! Hear Ye! (Leonard Slatkin & Detroit Symphony Orchestra)
  - Corigliano: The Ghosts Of Versailles (James Conlon, Guanqun Yu, Joshua Guerrero, Patricia Racette, Christopher Maltman, Lucy Schaufer, Lucas Meachem, LA Opera Chorus & Orchestra)
  - Dvořák: Symphonies Nos. 7 & 8 (Andrés Orozco-Estrada & Houston Symphony)
  - Dvořák: Symphony No. 6; Slavonic Dances (Andrés Orozoco-Estrada & Houston Symphony)
  - Floyd: Wuthering Heights (Joseph Mechavich, Heather Buck, Vale Rideout, Susanne Mentzer, Kelly Markgraf, Georgia Jarman, Milwaukee Symphony Orchestra & Florentine Opera Company)
- Marina A. Ledin, Victor Ledin
  - Friedman: Original Piano Compositions (Joseph Banowetz)
  - Moszkowski: From Foreign Lands (Martin West & San Francisco Ballet Orchestra)
- Judith Sherman
  - American First Sonatas (Cecile Licad)
  - Berlin: This Is The Life! (Rick Benjamin & Paragon Ragtime Orchestra)
  - Centennial Commissions, Vol. II (Charles Neidich & Pro Arte Quartet)
  - Gernsheim & Brahms: Piano Quintets (Reiko Uchida & Formosa Quartet)
  - Latin American & Spanish Masterpieces For Flute & Piano (Stephanie Jutt)
  - Similar Motion (Momenta Quartet)
  - Tchaikovsky: Complete Works For Violin & Orchestra (Jennifer Koh, Alexander Vedernikov & Odense Symphony Orchestra)
  - Tower: String Quartets Nos. 3-5 & Dumbarton Quintet (Miami String Quartet)
- Robina G. Young
  - Johnson: Considering Matthew Shepard (Craig Hella Johnson & Conspirare)
  - Lutosławski: Concerto For Orchestra; Brahms: Piano Quartet (Miguel Harth-Bedoya & Fort Worth Symphony Orchestra)
  - Mozart: Keyboard Music, Vols. 8 & 9 (Kristian Bezuidenhout)
  - Prokofiev: Piano Concertos Nos. 2 & 5 (Vadym Kholodenko, Miguel Harth-Bedoya & Fort Worth Symphony Orchestra)
  - A Wondrous Mystery — Renaissance Choral Music For Christmas (Stile Antico)

### Ремікс
Найкращий ремікс запису, сучасна музика
- «Tearing Me Up» (RAC Remix)
  - André Allen Anjos, реміксер (Bob Moses)
- '«Cali Coast» (Psionics Remix)
  - Josh Williams, реміксер (Soul Pacific)
- «Heavy Star Movin'» (staRo Remix)
  - staRo, реміксер (The Silver Lake Chorus)
- «Nineteen Hundred and Eighty-Five» (Timo Maas & James Teej Remix)
  - Timo Maas & James Teej, реміксери (Paul McCartney & Wings)
- «Only» (Kaskade × Lipless Remix)
  - Kaskade & Lipless, реміксер (Ry X)
- «Wide Open» (Joe Goddard Remix)
  - Joe Goddard, реміксер (The Chemical Brothers)

### Об'ємне звучання
Найкращий альбом з об'ємним звучанням
- Dutilleux: Sur La Mêe Accord; Les Citations; Mystère De L'Instant & Timbres, Espace, Mouvement
  - Alexander Lipay & Dmitriy Lipay, звукорежисери зведення; Dmitriy Lipay, звукорежисер мастерингу; Dmitriy Lipay, продюсер (Ludovic Morlot & Seattle Symphony)
- Johnson: Considering Matthew Shephard
  - Brad Michel, звукорежисер зведення; Brad Michel, звукорежисер мастерингу; Robina G. Young, продюсер (Craig Hella Johnson & Conspirare)
- Maja S.K. Ratkje: And Sing …
  - Morten Lindberg, звукорежисер зведення; Morten Lindberg, звукорежисер мастерингу; Morten Lindberg, продюсер (Maja S.K. Ratkje, Cikada & Oslo Sinfonietta)
- Primus & The Chocolate Factory
  - Les Claypool, звукорежисер зведення; Stephen Marcussen, звукорежисер мастерингу; Les Claypool, продюсер (Primus)
- Reflections
  - Morten Lindberg, звукорежисер зведення; Morten Lindberg, звукорежисер мастерингу; Morten Lindberg, продюсер (Øyvind Gimse, Geir Inge Lotsberg & Trondheimsolistene)

### Класична музика
Найкращий виступ оркестру
- Shostakovich: Under Stalin's Shadow — Symphonies Nos. 5, 8 & 9
  - Andris Nelsons, диригент (Бостонський симфонічний оркестр)
- Bates: Works for Orchestra
  - Michael Tilson Thomas, диригент (San Francisco Symphony)
- Ibert: Orchestral Works
  - Neeme Järvi, диригент (Orchestre de la Suisse Romande)
- Prokofiev: Symphony No. 5 In B-Flat Major, Op. 100
  - Mariss Jansons, диригент (Royal Concertgebouw Orchestra)
- Rouse: Odna Zhizn; Symphonies 3 & 4; Prospero's Rooms
  - Alan Gilbert, диригент (New York Philharmonic)

Найкращий запис опери
- Corigliano: The Ghosts of Versailles
  - James Conlon, диригент; Joshua Guerrero, Christopher Maltman, Lucas Meachem, Patricia Racette, Lucy Schaufer & Guanqun Yu, солісти; Blanton Alspaugh, продюсери (LA Opera Orchestra; LA Opera Chorus)
- Handel: Giulio Cesare
  - Giovanni Antonini, диригент; Cecilia Bartoli, Philippe Jaroussky, Andreas Scholl & Anne-Sofie von Otter, солісти; Samuel Theis, продюсер (Il Giardino Armonico)
- Higdon: Cold Mountain
  - Miguel Harth-Bedoya, диригент; Emily Fons, Nathan Gunn, Isabel Leonard & Jay Hunter Morris, солісти; Elizabeth Ostrow, продюсер (The Santa Fe Opera Orchestra; Santa Fe Opera Apprentice Program for Singers)
- Mozart: Le Nozze De Figaro
  - Yannick Nézet-Séguin, диригент; Thomas Hampson, Christiane Karg, Luca Pisaroni & Sonya Yoncheva, солісти; Daniel Zalay, продюсер (Chamber Orchestra of Europe; Vocalensemble Rastatt)
- Szymanowski: Król Roger
  - Antonio Pappano, диригент; Georgia Jarman, Mariusz Kwiecień & Saimir Pirgu, солісти; Jonathan Allen, продюсери (Orchestra Of The Royal Opera House; Royal Opera Chorus)

Найкраще хорове виконання
- Penderecki Conducts Penderecki, Volume 1
  - Krzysztof Penderecki, conductor; Henryk Wojnarowski, choir director (Nikolay Didenko, Agnieszka Rehlis & Johanna Rusanen, soloists; Warsaw Philharmonic Orchestra, orchestra; Warsaw Philharmonic Choir, choir)
- Himmelrand
  - Elisabeth Holte, conductor (Marianne Reidarsdatter Eriksen, Ragnfrid Lie & Matilda Sterby, soloists; Inger-Lise Ulsrud, accompanist; Uranienborg Vokalensemble, choir)
- Janáček: Glagolitic Mass
  - Edward Gardner, conductor; Håkon Matti Skrede, chorus master (Susan Bickley, Gábor Bretz, Sara Jakubiak & Stuart Skelton, soloists; Thomas Trotter, accompanist; Bergen Philharmonic Orchestra, orchestra; Bergen Cathedral Choir, Bergen Philharmonic Choir, Choir of Collegium Musicum & Edvard Grieg Kor, choirs)
- Lloyd: Bonhoeffer
  - Donald Nally, conductor (Malavika Godbole, John Grecia, Rebecca Harris & Thomas Mesa, soloists; The Crossing, ensemble)
- Steinberg: Passion Week
  - Steven Fox, conductor (The Clarion Choir)

Найкраще виконання камерної музики/невеликого ансамблю
- - Spektral Quartet
- Steve Reich
- Fitelberg: Chamber Works
  - ARC Ensemble
- Reflections
  - Øyvind Gimse, Geir Inge Lotsberg & Trondheimsolistene
- Serious Business
  - Third Coast Percussion
- Trios fom Our Homelands
  - Lincoln Trio

Найкраще класичне інструментальне соло
- Daugherty: Tales of Hemingway
  - Zuill Bailey; Giancarlo Guerrero, conductor (Nashville Symphony)
- Adams, J.: Scheherazade.2
  - Leila Josefowicz; David Robertson, conductor (Chester Englander; St. Louis Symphony)
- Dvorák: Violin Concerto & Romance; Suk: Fantasy
  - Christian Tetzlaff; John Storgårds, conductor (Helsinki Philharmonic Orchestra)
- Mozart: Keyboard Music, Vols. 8 & 9
  - Kristian Bezuidenhout
- 1930's Violin Concertos, Vol. 2
  - Gil Shaham; Stéphane Denève, conductor (The Knights & Stuttgart Radio Symphony Orchestra)

Найкращий класичний вокальний соло-альбом
- Schumann & Berg
  - Dorothea Röschmann; Mitsuko Uchida, accompanist
- Shakespeare Songs
  - Ian Bostridge; Antonio Pappano, accompanist (Michael Collins, Elizabeth Kenny, Lawrence Power & Adam Walker)
- Monteverdi
  - Magdalena Kožená; Andrea Marcon, conductor (David Feldman, Michael Feyfar, Jakob Pilgram & Luca Tittoto; La Cetra Barockorchester Basel)
- Mozart: The Weber Sisters
  - Sabine Devieilhe; Raphaël Pichon, conductor (Pygmalion)
- Verismo
  - Anna Netrebko; Antonio Pappano, conductor (Yusif Eyvazov; Coro Dell'Accademia Nazionale Di Santa Cecilia; Orchestra Dell'Accademia Nazionale Di Santa Cecilia)

Найкраща збірка творів класичної музики
- Daugherty: Tales of Hemingway; American Gothic; Once Upon a Castle
  - Giancarlo Guerrero, диригент; Tim Handley, продюсер
- Gesualdo
  - Tõnu Kaljuste, диригент; Manfred Eicher, продюсер
- Vaughan Williams: Discoveries
  - Martyn Brabbins, диригент; Ann McKay, продюсер
- Wolfgang: Passing Through
  - Judith Farmer & Gernot Wolfgang, продюсери
- Zappa: 200 Motels
  - The Suites — Esa-Pekka Salonen, диригент; Frank Filipetti & Gail Zappa, продюсери

Найкраща сучасна класична композиція
- Daugherty: Tales of Hemingway
  - Michael Daugherty, композитор (Zuill Bailey, Giancarlo Guerrero & Nashville Symphony)
- Bates: Anthology of Fantastic Zoology
  - Mason Bates, композитор (Riccardo Muti & Chicago Symphony Orchestra)
- Higdon: Cold Mountain
  - Jennifer Higdon, композитор; Gene Scheer, автор лібрето
- Theofanidis: Bassoon Concerto
  - Christopher Theofanidis, композитор (Martin Kuuskmann, Barry Jekowsky & Northwest Sinfonia)
- Winger: Conversations with Nijinsky
  - C. F. Kip Winger, композитор (Martin West & San Francisco Ballet Orchestra)

### Музичний кліп/фільм
Найкращий музичний відеокліп
- «Formation» — Beyoncé
  - Melina Matsoukas, режисер кліпу; Candice Dragonas, Juliette Larthe, Nathan Scherrer & Inga Veronique, продюсери кліпу
- «River» — Leon Bridges
  - Miles Jay, режисер кліпу; Dennis Beier, Allison Kunzman & Saul Levitz, продюсери кліпу
- «Up & Up» — Coldplay
  - Ваня Хейман & Gal Muggia, режисери кліпу; Candice Dragonas, Juliette Larthe, Nathan Scherrer & Natan Schottenfels, продюсери кліпу
- «Gosh» — Jamie XX
  - Romain Gavras, режисер кліпу; Iconoclast, продюсери кліпу
- «Upside Down & Inside Out» — OK Go
  - Damian Kulash Jr. & Trish Sie, режисери кліпу; Melissa Murphy & John O'Grady, продюсери кліпу

Найкращий музичний фільм
- The Beatles: Eight Days a Week The Touring Years — (The Beatles)
  - Ron Howard, режисер кліпу; Brian Grazer, Ron Howard, Scott Pascucci & Nigel Sinclair, продюсери кліпу
- I'll Sleep When I'm Dead — Steve Aoki
  - Justin Krook, режисер кліпу; Brent Almond, Matt Colon, David Gelb, Ryan Kavanaugh, Michael Theanne, Happy Walters & Matthew Weaver, продюсери кліпу
- Lemonade — Beyoncé
  - Beyoncé Knowles Carter & Kahlil Joseph, режисери кліпу; Ed Burke, Steve Pamon, Todd Tourso, Dora Melissa Vargas, Erinn Williams & Beyoncé Knowles Carter, продюсери кліпу
- The Music of Strangers — Yo-Yo Ma & The Silk Road Ensemble
  - Morgan Neville, режисер кліпу; Caitrin Rogers, продюсер кліпу
- American Saturday Night: Live From The Grand Ole Opry — (Various Artists)
  - George J. Flanigen IV, режисер кліпу; Steve Buchanan, John Burke & Lindsey Clark, Robert Deaton, Pete Fisher & George J. Flanigen IV, продюсери кліпу

## Діячі, яких було вшановано під час церемонії
- Леонард Коен
- Прінс
- Кіт Емерсон
- Грег Лейк
- Джон Веттон
- Шерон Джонс
- Вейн Джексон
- Род Темпертон
- Джеймс Джемерсон
- Ральф Стенлі
- Мерл Хаггард
- Соні Джеймс
- Скоті Мур
- Джої Фік
- Боббі Ві
- Лонні Мек
- Butch Trucks
- Хуан Габріель
- Еміліо Наваіра
- Мос Елісон
- Toots Thielemans
- Гато Барбієрі
- Нат Хентофф
- Руді Ван Гендер
- Джордж Майкл
- Деббі Рейнольдс
- Гай Кларк
- Джон Лаудермілк
- Мілт Окун
- Джо Лігон
- Стенлі Дюрал
- Біллі Пол
- Марвел Томас
- Берні Ворел
- Chips Moman
- Піт Фаунтен
- Френк Сінатра молодший
- Патріс Мюнсель
- Жоу Ксаоян
- Сер Невілл Марінер
- Файф Доуг
- Лі О'Денат
- Мухамед Алі
- Леон Расел
- Говард Кауфман
- Біл Гем
- Філ Чес
- Боб Краснов
- Тоні Мартел
- Мері Стюарт
- Джеймс М. Недерландер
- Кріс Стоун
- Ремо Д. Беллі
- Сер Джордж Мартін

## Найбільша кількість номінацій та нагород
Найбільшу кількість номінацій здобули наступні виконавці:
| Дев'ять: - Бейонсе Вісім: - Дрейк - Ріанна - Каньє Вест | Сім: - Chance the Rapper П'ять: - Адель - Тайлер Джозеф | Чотири: - Джастін Бібер - Бенні Бланко - Девід Бові - Том Койн (звукорежисер - Майк Дін (саунд продюсер) - Кірк Франклін - Грег Кьорстін - Макс Мартін - Лорі МакКенна - Марен Морріс |

Три:
| - BJ the Chicago Kid - The Chainsmokers - John Daversa - Tom Elmhirst - Lukas Forchhammer - Jaycen Joshua | - Morten Lindberg - Randy Merrill - Mike Will Made It - Ted Nash - Nineteen85 - Antonio Pappano | - Morten Ristorp - Noah «40» Shebib - Shellback - Sia - Twenty One Pilots - Jack White |

Дві:
| - Blanton Alspaugh - The Avett Brothers - Neal Avron - John Beasley - William Bell - Boi-1da - Julian Burg - John Burke - Noel «Gadget» Campbell - Shirley Caesar - Brandy Clark - Jacob Collier - Diplo - Kyle Dixon - The-Dream - Fat Joe - Frank Filipetti | - Flume - Stefan Forrest - David Frost - Robbie Fulks - Chris Gehringer - Rhiannon Giddens - Gojira - Ariana Grande - Natalie Grant - Giancarlo Guerrero - Halsey - Lalah Hathaway - Emile Haynie - Fred Hersch - Hillary Scott & the Scott Family - Sarah Jarosz - Dave Kutch | - Kendrick Lamar - Miranda Lambert - Alexander Lipay - Dmitriy Lipay - Liam Nolan - Lukas Graham - Remy Ma - Yo-Yo Ma & the Silk Road Ensemble - Manny Marroquin - Richard Martin - Brad Mehldau - French Montana - Ennio Morricone - Thomas Newman - Anderson .Paak - PartyNextDoor - Alex Pasco | - Pink - Pluss - Kelly Price - Radiohead - Roddie Romero - ScHoolboy Q - Amy Schumer - John Scofield - Rob Sevier - Ken Shipley - Sturgill Simpson - Skrillex - Michael Stein - 2 Chainz - Keith Urban - Stuart White - Robina G. Young |

Найбільше нагород вибороли такі виконавці:
| П'ять: - Адель - Девід Бові | Чотири: - Грег Кьорстін | Три: - Chance the Rapper - Том Ельмхірст |

Дві:
| - Бейонсе - Джуліан Бург - Джейкоб Колліер - Том Койн (звукорежисер) - Дрейк - Кірк Франклін | - Джанкарло Гуерерро - Лала Хетевей - Еміль Хейні - Гілларі Скотт & сім'я Скоттів - Сара Джерош | - Макс Мартін - Ренді Меррілл - Тен Наш - Джон Скотфілд - Макс Мартін |

## Зміни
У червні 2016 року організатори Греммі оголосили про деякі зміни до процесу голосування та нагородження.
Станом на 2017 рік, право на участь у процесі нагородження можуть взяти лише ті записи, які були випущені лише на потокових музичних сервісах. Ці записи мають бути доступні через потокові платформи. Застосовані послуги оплачені підпискою, повним каталогом, потоково обмеженими платформами для завантаження, які існують на теренах Сполучених Штатів щонайменше один повний рік на момент кінцевого терміну подання. Усі записи, що подаються, зобов'язані мати власний Міжнародний стандартний номер аудіо-/відеозапису (ISRC).

### Вказівки для найкращого нового виконавця
До чинних правил номінації Найкращий новий виконавець були внесені зміни, щоб видалити альбомну перепону, враховуючи сучасні тенденції нової музики і з метою заохочення до участі артистів, які розвиваються. Сьогодні більшість нових виконавців випускає дебютні сингли, треки, або міні-альбоми на відміну від повних альбомів. Для того, щоб отримати право змагатися в категорії Найкращий новий виконавець, артист, дует або група:
- повинен випустити щонайменше п'ять синглів/треків або один альбом, але не більше, ніж 30 синглів/треків, або три альбоми;
- має не ввійти до категорії більше, ніж три рази, включаючи його участь як члена становленого гурту;
- повинен досягнути прориву у суспільному визнанні та вплинути на музичний ландшафт протягом визначеного періоду.

### Блюзові категорії
Найкращий блюзовий альбом зазнав розгалуження на дві різні категорії:
- Найкращий традиційний блюзовий альбом (блюзовий запис з традиційною побудовою блюзової пісні та гармонічною структурою, включаючи різноманітні піджанри, такі як дельта блюз, п'єдмонт блюз, джамповий/свінговий блюз, чикаго блюз та класичний/південний соул).
- Найкращий сучасний блюзовий альбом (записи, які можуть застосовувати нетрадиційні блюзові ритми, такі, як фанк, хіп-хоп, регі та рок, або які містять таку сучасну техніку, як синтезатори або лупери).

Саме 2012 року категорії були піддані більшому огляду.

### Перейменування категорії Найкраща реп/пісенна співпраця
Категорія Найкраща реп/пісенна співпраця (у галузі репу) буде перейменована на Найкраще реп/пісенне виконання задля залучення сольних виступів до дослідження цієї категорії, як результату стирання кордонів між репом і співом, а також розвитку самого репу в напрямку розширення категорії за межі просто співпраці між реперами і вокалістами.
Додаткові зміни були внесені до кількості і типу творців музики, визнаних в категоріях Найкраще хорове виконавство і Найкращий джазовий вокальний альбом.

## Нотатки
1. ↑  Adele broke her Album of the Year Grammy and gave the other half to Beyoncé since she thought her album Lemonade was more deserving. [13]

## Джерело
- Офіційний сайт